# Тюленева, Валерия Евгеньевна
Валерия Евгеньевна Тюленева (род. 27 сентября 1997 года, Щучинск, Акмолинская область, Казахстан) — казахстанская лыжница, участница зимних Олимпийских игр 2018 и 2022 годов.

## Результаты

### Олимпийские игры
| Олимпийские игры | Спринт | Командный спринт | 10 км раздельный старт | 7,5+7,5 км скиатлон | 30 км масс-старт | Эстафета |
| ---------------- | ------ | ---------------- | ---------------------- | ------------------- | ---------------- | -------- |
| 2018 Пхёнчхан    | 60     | 20               | 47                     | DNF                 | 32               | —        |
| 2022 Пекин       | —      | —                | 59                     | 51                  | —                | —        |

### Чемпионаты мира по лыжным видам спорта
| Чемпионат мира  | Спринт | Командный спринт | 10 км раздельный старт | 7,5+7,5 км скиатлон | 30 км масс-старт | Эстафета |
| --------------- | ------ | ---------------- | ---------------------- | ------------------- | ---------------- | -------- |
| 2017 Лахти      | —      | —                | 62                     | 48                  | —                | —        |
| 2019 Зефельд    | 70     | —                | 30                     | 37                  | 23               | 15       |
| 2021 Оберстдорф | —      | —                | 45                     | 33                  | 33               | 11       |